# Kasper Nyemann
 Der er for få eller ingen kildehenvisninger i denne artikel, hvilket er et problem. Du kan hjælpe ved at angive troværdige kilder til de påstande, som fremføres i artiklen.

Kasper Nyemann (født 25. august 1990) er en pop/dance-sanger fra Danmark.
Han havde et hit i 2010 med "Københavns Brunette". Han har sunget siden han var helt lille. Senere hen har han udgivet sange som Spole Tiden Tilbage, Førsteprioritet, Du' Min,  I Morgen og Perfekt.